# Tomas Vaitkevičius
Tomas Vaitkevičius (* 11. September 1972 in Vilnius) ist ein litauischer Jurist und Politiker, stellvertretender Justizminister Litauens.

## Leben
Tomas Vaitkevičius absolvierte von 1995 bis 2000 das Diplomstudium der Rechtswissenschaft an der Vilniaus universitetas in der litauischen Hauptstadt Vilnius. Er war Gehilfe eines Seimas-Mitglieds in der Seimas-Kanzlei sowie Fraktionsreferent zu juristischen Fragen. Acht Jahre lehrte er als Lektor am Institut für Sozialkommunikation der Pädagogischen Universität Vilnius. Von Dezember 2008 bis 2012 war er Vizeminister und Stellvertreter von Remigijus Šimašius (* 1974).
Vaitkevičius ist Mitglied von Lietuvos Respublikos liberalų sąjūdis.
Er ist verheiratet und hat zwei Söhne.